# Autolux (banda)
Autolux es un trío y banda de rock formada en 2001, en Los Ángeles, California. Formado por Carla Azar, Greg Edwards y Eugene Goreshter. la integrante Carla Azar formó parte del grupo Ednaswap.
El grupo ha sido comparado con grupos como: Sonic Youth, My Bloody Valentine y Deerhoof.
Es caracterizado por tener un sonido bastante experimental y en la mayoría de sus casos vanguardista y único del grupo, con toques del noise, la electrónica y la música ambient.
A lo largo de su carrera lograron éxito por su primer álbum de estudio debut del 2004 titulado "Future Perfect", que los llevó a la escena musical y logró captar la atención de críticos musicales y disqueras independientes.
Sus sencillos más conocidos del grupo son "Turnstile Blues" en la cual este sencillo es hasta la fecha el más conocido del grupo, "Here Comes Everybody", "Audience No. 2" y "Supertoys".
El grupo es considerado de culto, por conservar una esencia independiente, y para los oyentes del grupo.
Trent Reznor de Nine Inch Nails y Maynard James Keenan de Tool, consideran a Autolux, una de sus grandes inspiraciones musicales.

## Integrantes

### Formación actual
- Carla Azar - vocal, batería
- Greg Edwards - vocal de apoyo, guitarra
- Eugene Goreshter - vocal de apoyo, bajo

## Discografía

### Álbumes de estudio
- 2004: "Future Perfect"
- 2010: "Transit Transit"
- 2016: "Pussy´s Dead"

### EP
- 2001: "Demonstration"
- 2011: "The Bouncing Walls/Census"

### Sencillos
- "Turnstile Blues"
- "Here Comes Everybody"
- "Audience No. 2"
- "Supertoys"